# Ascotaiwania mitriformis
Ascotaiwania mitriformis är en svampart som beskrevs av Ranghoo & K.D. Hyde 1998. Ascotaiwania mitriformis ingår i släktet Ascotaiwania, ordningen Sordariales, klassen Sordariomycetes, divisionen sporsäcksvampar och riket svampar.   Inga underarter finns listade i Catalogue of Life.